# Craspedacusta chuxiongensis
Craspedacusta chuxiongensis är en nässeldjursart som beskrevs av He, Xu och Nie 2000. Craspedacusta chuxiongensis ingår i släktet Craspedacusta och familjen Olindiasidae. Inga underarter finns listade i Catalogue of Life.